# Marimba de palmera xonta
La marimba de palmera xonta és un instrument de percussió idiòfon, la forma bàsica del qual és similar a la d'un xilòfon, potser una adaptació americana del balàfon africà. Construït amb palmera chonta, és l'instrument principal del conjunt instrumental marimba de xonta propi de la regió d'Esmeraldas, a les costes pacífiques de Colòmbia i l'Equador.

## Etimologia
La paraula marimba prové del bantú marimba o malimba, on ma significa ‘molts' i rimba ‘xilòfon de barra única'.
La música de marimba i els cants i balls tradicionals de la regió colombiana del Pacífic Sud varen ésser inscrits el 2010 a la llista representativa del Patrimoni Cultural Immaterial de la Humanitat de la UNESCO, ampliant-se a la província equatoriana d'Esmeraldas el 2015.

## Origen
Els xilòfons i les marimbes són instruments constantment emprats a la músiques de l'Àfrica central i occidental. Algunes hipòtesis sostenen que la marimba prové del centre d'Àfrica. La seva arribada al continent americà podria haver derivat del desplaçament de la població d'aquestes regions, que arribaven a l'Àmèrica Llatina en condició d'esclaus durant l'època colonial. Aquesta hipòtesi es basa en l'existència d'instruments –com el balàfon i la malimba, entre d'altres idiòfons percudits– que, per les seves característiques morfològiques i d'afinació, són similars a la marimba de xonta.
Aquesta hipòtesi contrasta amb d'altres que proposen que la marimba també podria tenir un origen centreamericà anterior a l'era colonial, i que durant aquesta etapa va experimentar transformacions derivades de l'encontre cultural entre indígenes, africans i europeus.
Actualment, la marimba de xonta es troba adscrita a les músiques de les poblacions afrodescendents de la regió del Pacífic Sud a Colòmbia i la regió equatorial d'Esmeraldas.

## Morfologia
A Colòmbia, la marimba és un instrument propi de la música tradicional del Pacífic, específicament dels departaments de Valle del Cauca, Antioquia, Chocó, Cauca i Nariño.
La marimba de xonta és un instrument que es fabrica de manera artesanal. Compta amb un teclat constituït per làmines de fusta (el seu nombre pot variar entre les 18 i les 24) de palmera, ja sigui de les varietats Guilielma gasipaes o Humiria procera. Les làmines, de longitud variable, s'organitzen per mida, de major a menor i d'esquerra a dreta; així, el seu so és més greu a l'extrem esquerre i més agut al dret. Les làmines descansen sobre una estructura de fusta prèviament forrada amb fibra vegetal.
Així mateix, cada làmina compta amb un ressonador ubicat al seu dessota. Els ressonadors són una sèrie de tubs de guadua (bambusa americana, un tipus de canya de bambú gegant) oberts pel seu extrem superior i tancats a l'inferior. Organitzats, de la mateixa manera que les làmines, de més gran a més petit, se situen en sentit paral·lel respecte aquestes.
L'instrument es percudeix amb un tac o maça, baquetes de fusta recobertes, en una de les seves puntes, de cautxú cru o de cuir. En percudir les làmines de xonta amb aquestes, la làmina vibra produint so, amplificat pels ressonadors.
Habitualment, la pràctica musical de la marimba es realitza entre dos instrumentistes: el bordonero o marimbero i el requintero o tiplero. El primer manipula el registre més greu de la marimba, on es troben les làmines més llargues –i en conseqüència, les que produeixen el so més greu– i la pràctica habitual dicta que interpreti un acompanyament en forma de frase ostinato, denominat bordón. El requintero se situa a les làmines més curtes i agudes, quedant a càrrec de la interpretació de la melodia.

## Afinació
La marimba de xonta produeix set sons de diferents altures —similars als d'una escala diatònica— tot i que al principi no tenia una afinació fixada de manera absoluta i s'afinava d'acord a la memòria musical transmesa entre generacions oralment, mitjançant el cant, el primer so després de la primera secció de set làmines mantenia relació amb la primera làmina –és a dir, de la mateixa manera que ho fa una octava temperada en el sistema musical occidental.
Durant els anys noranta, l'investigador i multiinstrumentista mestre Hugo Candelario va veure la necessitat de temperar la marimba de xonta, amb la finalitat de generar la possibilitat que aquest instrument interactués amb instruments aliens a la tradició musical del Pacífic. Aquesta adaptació ha estès l'ús de l'instrument i possibilitat el fet que, actualment, la marimba de xonta participi de concerts de música orquestral i multitud de projectes de fusió musical.

## Ensemble de marimba
Un ensemble instrumental de marimba xonta el forma el següent grup d'intèrprets:
· La marimba –que dona nom a la formació–, manipulada per dos instrumentistes.
· Cantant solista, que pot ser home o dona.
· Un conjunt coral de dones que toquen el guasá (idiòfon similar a un sonall o maraques característic de la mateixa regió colombiana del Pacífic Sud), dos cununos i dos bombos.
A la música de marimba xonta del Sud del Pacífic hi predomina la base de currulao, mentre que al nord d'aquesta regió és més corrent el gènere chirimía.
D'entre els gèneres que és habitual que interpreti un ensemble d'aquest tipus, destaquen els següents: alabaos, currulao, jota chocoana, contradanza, caderona, bambara negra, berejú, makerule, juga, bambuco viejo.

## La marimba de xonta dins el marc de la música colombiana
La música de marimba de xonta està associada a un ample ventall de contextos, que van de la socialització festiva al ritu religiós. Durant un llarg període ha estat un element indispensable a la festa del currulao o cununao, la celebració més destacada del litoral colombià del Pacífic, que es realitza des dels darrers anys de l'època colonial i es relaciona amb la dansa del boga.
La pràctica musical de la marimba xonta va ser completament desconeguda per a la major part de la societat colombiana durant la major part de la seva història. El 1997, Germán Patiño, funcionari de la Gobernación de Valle del Cauca, va proposar la realització d'un festival de música del Pacífic. Des de la seva primera edició, el Festival (vigent encara avui dia) rep del nom de Petronio Álvarez, en honor d'un dels intèrprets més memorables de la història recent de la marimba de xonta. L'objectiu del festival consistia en vincular la zona litoral de Valle del Cauca a la resta del departament, una tasca que ja venia de lluny i que fins aleshores prioritzava el punt de vista de la infraestructura viària i econòmica per sobre del sociocultural
A dia d'avui la música de marimba de xonta s'ha popularitzat considerablement. El festival Petronio Álvarez ha jugat un rol fonamental en aquesta popularització, però cal anomenar l'esforç conjunt de nombrosos músics i agrupacions –és el cas de Grupo Bahía o Herencia de Timbiquí, entre molts d'altres– que interpreten la música del litoral Pacífic a diversos escenaris del context nacional de Colòmbia i també fora d'aquesta.

### Festivals
Al departament de Valle del Cauca, i pensant en el patrimoni musical i cultural del Pacífic Sud colombià, es duu a terme des de 2008 el Festival de la Marimba. Entre els ritmes que és habitual sentir durant aquest festival trobem el Currulao, el Pango, el Berejú, el Patacoré, la Juga de Arrullo y de adoración i el Bunde. El festival es planteja també des del punt de vista d'una trobada didàctica, de manera que el públic aprèn cada any aspectes a l'entorn de la música del Pacífic, i els ritmes i sonoritats particulars d'aquestes regions.
El Festival Internacional de Música y Danza Afro d'Esmeraldas (Equador) constitueix un espai on els diversos assentaments afroamericans que hi ha disseminats per Amèrica Llatina es reuneixen per a celebrar tota la riquesa expressiva del seu patrimoni cultural. Un dels punts centrals del festival és la reivindicació identitària de la comunitat afrocolombiana de Llatinoamèrica, la defensa del valor de les seves arrels ètniques i culturals (vigents a pesar de les agressions que durant més de cinc-cents anys s'han esforçat sistemàticament per dissoldre-les) i la reafirmació de l'orgull dels seus hereus per formar part d'aquest llegat.
El Festival dura quatre dies, durant els quals es presenten diverses agrupacions de música i dansa provinents de diversos punts de la diàspora, que manifesten amb veu i carn pròpia l'expressió de les arrels vives de la seva herència cultural: els ballarins mouen el cos al so de la marimba, la percussió, el caixó, platerets i clarinet.